# Вне поля зрения (фильм, 1998)
«Вне поля зрения» (англ. Out of Sight) — американский фильм 1998 года режиссера Стивена Содерберга и сценариста Скотта Фрэнка, снятый по одноименному роману Элмора Леонарда.
Фильм был номинирован на премию «Оскар» за лучший адаптированный сценарий и лучший монтаж. Фильм получил премию «Эдгар» за лучший сценарий и премии Национального общества кинокритиков за лучший фильм, лучшую режиссуру и лучший сценарий. Фильм был признан самым сексуальным фильмом в истории кино по версии журнала Entertainment Weekly.

## Сюжет
Джек Фоули (Джордж Клуни) грабит банки. Однажды во Флориде, забрав деньги, он не может завести свою машину на стоянке, и его арестовывают.
Оказавшись в тюрьме, Джек начинает искать возможность выйти на свободу. Ему организуют побег, но случайной свидетельницей становится федеральный маршал Карен Сиско (Дженнифер Лопес). Чтобы она не подняла тревогу, её засовывают в багажник машины вместе с Джеком. Поговорив по душам, Джек и Карен начинают чувствовать симпатию друг к другу. Но Сиско не забывает, что её профессиональный долг — вернуть Джека назад в тюрьму. Она идет по следам Фоули, пока он вместе со своим помощником Бадди (Винг Рэймc) и их ненадёжным сообщником Гленном (Стивен Зан) двигается в сторону Детройта. Их цель — богатый северный пригород, в котором живёт бизнесмен Рипли (Альберт Брукс), который за несколько лет до этого проболтался приятелям о тайнике с бриллиантами в своём доме.
О тайнике знает не только Фоули и его компания. Криминальный авторитет Морис Миллер (Дон Чидл) сидел вместе с Джеком и слышал, как тот планировал набег на дом Рипли: освободившись, Миллер тоже отправляется в Детройт со своей командой. Карен настигает Фоули в Детройте.

## В ролях
| Актёр             | Роль                |
| ----------------- | ------------------- |
| Джордж Клуни      | Джек Фоули          |
| Дженнифер Лопес   | Карен               |
| Дон Чидл          | Моррис Миллер       |
| Стив Зан          | Глен Майклз         |
| Винг Рэймс        | Бадди               |
| Альберт Брукс     | Ричард Рипли        |
| Джим Робинсон     | банковский служащий |
| Майк Мэлоун       | клиент банка        |
| Донна Френзель    | кассир              |
| Мэнни Суарес      | охранник банка      |
| Исайя Вашингтон   | Кеннет Миллер       |
| Нэнси Аллен       | Мидж                |
| Кэтрин Кинер      | Адель Делиси        |
| Виола Дэвис       | Мозель Миллер       |
| Деннис Фарина     | Маршалл Сиско       |
| Сэмюэл Л. Джексон | Хеджайра Генри      |
| Луис Гусман       | Чино                |

## Награды и номинации
- 1999 — две номинации на премию «Оскар»: лучший адаптированный сценарий (Скотт Фрэнк), лучший монтаж (Энн В. Коутс)
- 1999 — номинация на премию «Выбор критиков» за лучший фильм
- 1999 — две номинации на премию канала «MTV»: лучшая женская роль (Дженнифер Лопес), лучший поцелуй (Джордж Клуни и Дженнифер Лопес)
- 1999 — премия Гильдии сценаристов США за лучший адаптированный сценарий (Скотт Фрэнк)

## Критика
Фильм «Вне поля зрения» собрал положительные отзывы критиков. На сайте Rotten Tomatoes у фильма 94% положительных рецензий на основе 103 отзывов со средней оценкой  7,90 из 10.  Мнение сайта гласит: «Интеллектуальная экранизация романа Элмора Леонарда, выполненная Стивеном Содербергом, остроумна, сексуальна, удивительно увлекательна и является звездным поворотом для Джорджа Клуни». На сайте Metacritic фильм получил оценку 85 баллов из 100 на основе 30 рецензий, что свидетельствует о «всеобщем признании».
Кинокритик Роджер Эберт дал фильму три с половиной звезды из четырех и высоко оценил игру Клуни, сказав: «Клуни никогда не был так хорош. Многим актерам, которые красивы в молодости, нужно пройти несколько миль, прежде чем проявится весь их колорит... Здесь Клуни наконец-то выглядит звездой большого экрана. С симпатичным исполнителем главной роли из телевизора покончено». Джанет Маслин из «The New York Times» высоко оценила игру Лопес, написав: «На данный момент у Лопес это лучшая роль в кино, и она привносит в нее как соблазнительность, так и выдержку. Если, читая книгу, было трудно представить трудолюбивую, вооруженную пистолетом секс-бомбу, то здесь это сделать проще простого».
Кеннет Туран в своей рецензии для «Los Angeles Times» написал: «Как всегда в лучших произведениях Леонарда, важно путешествие, а не пункт назначения, и режиссер Содерберг позволил ему развернуться с большим мастерством. Умело используя сложные флэшбэки, стоп-кадры и другие стилистические изыски, он сумел наложить на фильм свой личный отпечаток, оставаясь верным незаменимому духу оригинала».